# Мексикано-чилийские отношения
Мексикано-чилийские отношения — двусторонние дипломатические отношения между Мексикой и Чили. 

## История
Эти два государства являлись частью Испанской империи. В 1820-е годы Мексика и Чили установили дипломатические отношения после обретения независимости от Испании. После установления отношений Чили вскоре открыли консульство в Мехико и в Масатлане, а Мексика открыла консульство в Вальпараисо. В начале 1900-х годов обе страны открыли посольства в столицах. В 1914 году Аргентина, Бразилия и Чили стали частью неформального регионального блока, известного как «страны АБЧ». В апреле 1914 года Соединённые Штаты Америки оккупировали мексиканский город Веракрус. Дипломатический кризис между США и Мексикой был урегулирован благодаря посредничеству стран блока АБЧ. В Канаде прошла встреча лидеров Аргентины, Бразилии, Чили, США и Мексики, в ходе которой стороны пришли к соглашению урегулировать кризис в Веракрусе дипломатическим путём.
11 ноября 1974 года президент Мексики Луис Эчеверриа разорвал дипломатические отношения с Чили через год после свержения президента Сальвадора Альенде генералом Аугусто Пиночетом. В течение последующих пятнадцати лет в Мексику прибыло несколько тысяч чилийских беженцев, которые не хотели жить под властью генерала Пиночета. 23 марта 1990 года страны возобновили дипломатические отношения, которые в последующие годы активно развивались.

## Экономические отношения
В 1999 году Мексика и Чили подписали Соглашение о свободной торговле. В 2007 году товарооборот между странами составил сумму 3,5 млрд. долларов США. Экспорт Чили в Мексику: пиломатериалы, фанера, лосось, персики, сыр, вино и медь. Экспорт Мексики в Чили: автомобили и запчасти, тракторы, электроника, оборудование и пиво.